# Capnia jankowskajae
Capnia jankowskajae är en bäcksländeart som beskrevs av Zhiltzova 1974. Capnia jankowskajae ingår i släktet Capnia och familjen småbäcksländor. Inga underarter finns listade i Catalogue of Life.